# Боасе ле Преванш
Боасе ле Преванш (фр. Boisset-les-Prévanches) насеље је и општина у северној Француској у региону Горња Нормандија, у департману Ер која припада префектури Евре.
По подацима из 2011. године у општини је живело 440 становника, а густина насељености је износила 58,98 становника/km². Општина се простире на површини од 7,46 km². Налази се на средњој надморској висини од 144 метара (максималној 147 m, а минималној 66 m).

## Демографија
| 1962. | 1968. | 1975. | 1982. | 1990. | 1999. | 2011. |
| ----- | ----- | ----- | ----- | ----- | ----- | ----- |
| 298   | 323   | 294   | 292   | 364   | 392   | 440   |

График промене броја становника у току последњих година